# Малакология
Малакология (от старогръцки: μαλάκιον – „мекотело“ и λόγος – „наука“) е дял от зоологията, изучаващ мекотелите (Mollusca). Специалистите в областта на малакологията се наричат малаколози.
Малакологията изучава въпроси на систематиката, филогенезата, зоогеографията, биологията и екологията на мекотелите. Един от нейните раздели – конхологията се занимава само с изследване на раковините на мекотелите. Особен раздел е и приложната малакология, която изучава мекотелите от гледна точка на тяхното значение за човека: в медицината и ветеринарното дело, в селското стопанство и хранителната промишленост. Палеомалакологичните изследвания свързани с изучаване на изкопаемите мекотели имат важно значение за датирането на геологичните слоеве, благодарение на запазването на раковините на измрелите мекотели.

## История
През 1794 г. е съставено първото подробно научно описание на мекотелите, известни по това време. През 1868 г. е основано Германското малакологично дружество. През 1962 г. е учредено международно обединение на малаколозите – Unitas Malacologica (до 1977 г. е само европейско и се нарича Unitas Malacologica Europaea, от 1977 г. обединява учените от цял свят)  Архив на оригинала от 2011-01-25 в Wayback Machine., което провежда редовни международни конгреси.

## Национални дружества на малаколозите
- Австралия – Malacological Society of Australasia
- Белгия – има две малакологични дружества:
  - Société Belge de Malacologie] – френскоезично
  - Belgische Vereniging voor Conchyliologie (B.V.C.) – холандскоезично (основано през 1961 г. като „Gloria Maris“, под сегашното си име е от 1976 г.), известно и като Belgian Society for Conchology
- Великобритания и Северна Ирландия – има две малакологични дружества:
  - Conchological Society of Great Britain and Ireland;
  - Malacological Society of London
- Германия – Deutsche Malakozoologische Gesellschaft
- Испания – Sociedad Española de Malacología
- Италия – Società Italiana di Malacologia
- Латвия – Malacology in Latvia
- Нидерландия – Nederlandse Malacologische Vereniging
- Полша – Stowarzyszenie Malakologów Polskich, The Association of Polish Malacologists
- Русия – Дальневосточное малакологическое общество (ДВМО, 1994)
- САЩ – има няколко малакологични дружества:
  - American Malacological Society (основано през 1931 г.);
  - Conchologists of America;
  - Oregon Society of Conchologists (основано в 1965 г.)
  - The Boston Malacological Club ('Mal' Club; основан през 1910 г. в Бостън).
  - The Pacific Conchological Club (Natural History Museum of Los Angeles County, Лос Анжелис) – образувано през 2003 г. чрез сливане на двете най-стари американски малакологични клуба: The Pacific Shell Club (основан през 1945 г.) и The Conchological Club of Southern California (основан през 1902 г. като The Tuesday Shell Club).
  - The Philadelphia Shell Club (основан през 1955 г.)
- Филипини – Malacological Society of the Philippines, Inc.
- Франция – Association Française de Conchyliologie
- Естония – Eesti Malakoloogia Ühing